# Nude, calde e pure
Nude, calde e pure è un film documentario del 1965 diretto da Virgilio Sabel e Sergio Spina, accreditati come Vir Sabek e Lambert Santhe.

## Critica
(Leo Pestelli, La Stampa del 12 febbraio 1965)